# Emmanuelle (série de films)
Pour les articles homonymes, voir Emmanuelle.
 Pour plus de détails, voir Fiche technique et Distribution
Emmanuelle (ou Emanuelle dans certaines versions) est une série de films et téléfilms érotiques principalement français dont le personnage principal est inspiré du personnage créé par Emmanuelle Arsan dans son roman Emmanuelle paru en 1959.

## Historique
Le personnage apparaît d'abord, sous les traits d'Erika Blanc, dans le film italien Moi, Emmanuelle (Io, Emmanuelle) en 1969.
En 1974, le roman fait l'objet d'une adaptation cinématographique avec l'actrice néerlandaise Sylvia Kristel, qui est sans doute l'actrice la plus connue dans ce rôle. Le film remporte un très grand succès international ; à Paris, le film reste à l'affiche sur les Champs-Élysées pendant près de treize ans, avec des sous-titres en anglais pour les touristes l'été.
Dans les films suivants, le rôle est d'abord tenu par Sylvia Kristel puis par différentes actrices.
En 1975, alors que se tourne Emmanuelle 2, un producteur italien, Mario Mariani, essaye d'exploiter le filon en faisant d'une actrice de second plan du film l'héroïne d'une nouvelle série Black Emanuelle (Emanuelle nera). La production française refuse cette exploitation, et Mariani se distingue en supprimant un m du nom initial. La série italienne des Black Emanuelle commence alors avec Laura Gemser, une actrice métisse d'origine indonésienne qui était apparue dans un petit rôle de masseuse dans Emmanuelle 2.
La série est par ailleurs parodiée en 1978 avec le dernier film de la série britannique Carry On : Carry On Emmannuelle (avec deux n) avec, dans les rôles principaux, Suzanne Danielle et Kenneth Williams.
De nombreux autres productions ont repris le personnage d'Emmanuelle, dont une série télévisée de science-fiction. Le rôle est notamment joué par Krista Allen dans plusieurs téléfilms, mais ils n'ont que peu, voire plus de liens avec le personnage créé par Emmanuelle Arsan. La plupart de ces épisodes, de qualité de plus en plus médiocre, sont produits par Alain Siritzky.
La dernière adaptation au cinéma, Emmanuelle, sort en 2024, réalisée par Audrey Diwan, avec Noémie Merlant dans le rôle-titre.

## Principales actrices ayant tenu le rôle
Voir également la catégorie « Actrice ayant incarné Emmanuelle »
- Erika Blanc
- Sylvia Kristel dans Emmanuelle, Emmanuelle l'antivierge, Good-bye, Emmanuelle, Emmanuelle 4 et Emmanuelle au 7e ciel
- Laura Gemser dans la série des Emanuelle nera
- Mia Nygren dans Emmanuelle 4
- Monique Gabrielle dans Emmanuelle 5
- Natalie Uher dans Emmanuelle 6
- Annie Bellac dans Emmanuelle au 7e ciel
- Sylvia Castell dans Emmanuelle in Bangkok de Jean-Marie Pallardy
- Marcela Walerstein pour une série de téléfilms réalisée pour la chaîne française M6 par Francis Leroi en 1993
- Krista Allen
- Holly Sampson depuis 2000 dans quelques téléfilms
- Brittany Joy[2]
- Natasja Vermeer
- Noémie Merlant dans Emmanuelle

## Filmographie sélective

### Films et téléfilms français
- 1974 : Emmanuelle de Just Jaeckin
- 1975 : Emmanuelle l'antivierge de Francis Giacobetti
- 1977 : Good-bye, Emmanuelle de François Leterrier
- 1984 : Emmanuelle 4 de Francis Leroi et Iris Letans
- 1987 : Emmanuelle 5 de Walerian Borowczyk
- 1988 : Emmanuelle 6 de Bruno Zincone et Jean Rollin
- 1993 : Emmanuelle au 7e ciel de Francis Leroi
- 1993 : Le Secret d'Emmanuelle (téléfilm) de Francis Leroi
- 1993 : Éternelle Emmanuelle (téléfilm) de Francis Leroi
- 1993 : La Revanche d'Emmanuelle (téléfilm) de Francis Leroi
- 1993 : Emmanuelle à Venise (téléfilm) de Francis Leroi
- 1993 : L'Amour d'Emmanuelle (téléfilm) de Francis Leroi
- 1993 : Le Parfum d'Emmanuelle (téléfilm) de Francis Leroi
- 1993 : Magique Emmanuelle (téléfilm) de Francis Leroi
- 2024 : Emmanuelle d'Audrey Diwan

### Films et téléfilms italiens

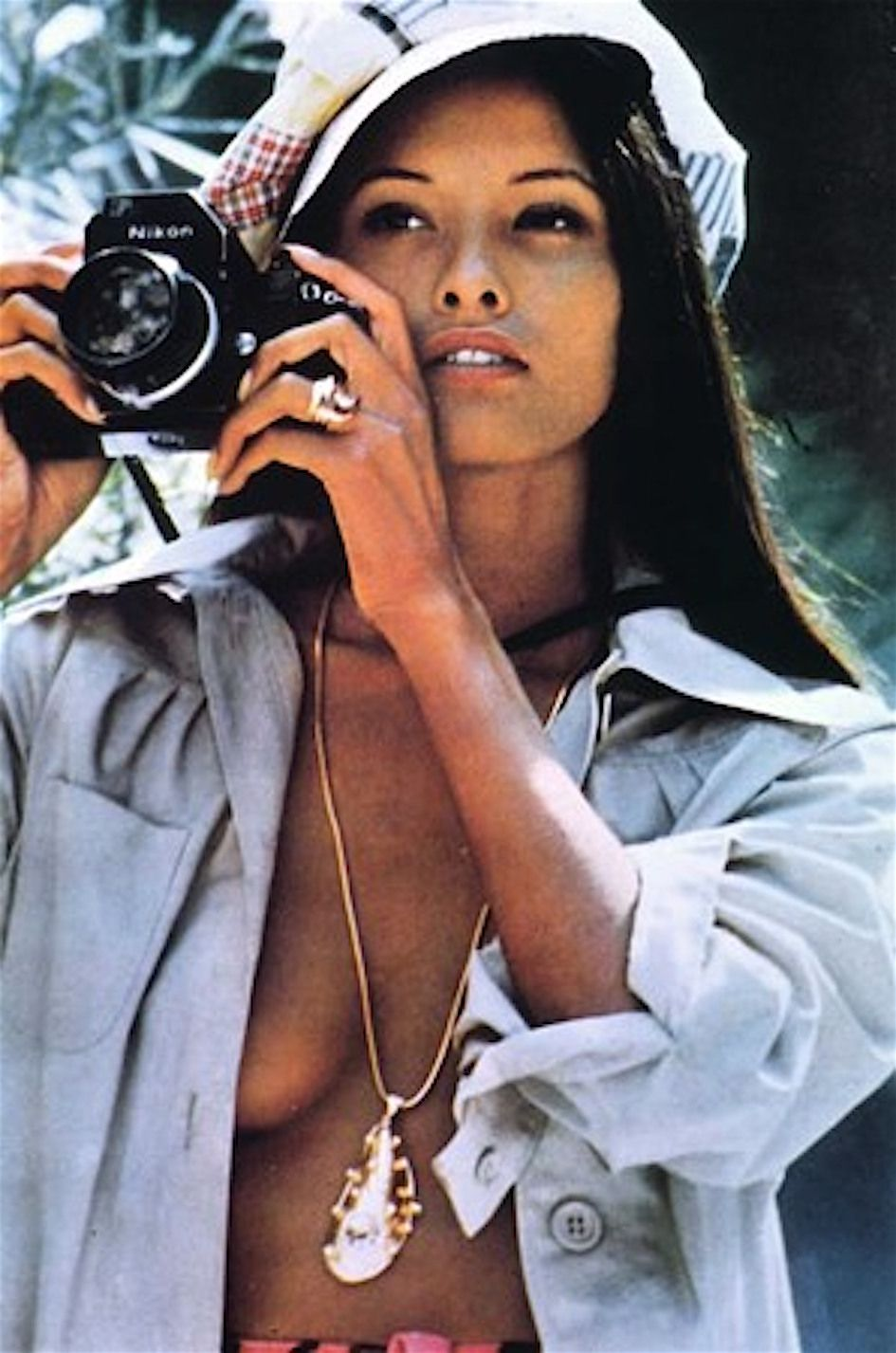
Laura Gemser dans Black Emanuelle en 1975.

Emanuelle y est souvent jouée par Laura Gemser.
- 1969 : Moi, Emmanuelle (Io, Emmanuelle), film italien de Cesare Canevari.
- 1975 : Emmanuelle et Françoise (Emanuelle e Françoise) de Joe D'Amato
- 1975 : Black Emanuelle en Afrique (Emanuelle nera) de Bitto Albertini
- 1976 : Black Emanuelle en Orient (Emanuelle nera - Orient Reportage) de Joe D'Amato
- 1976 : Black Emanuelle 2 (it) (Emanuelle nera nº 2) de Bitto Albertini ; Emanuelle est jouée par Shulamith Lasri dite Sharon Lesley
- 1976 : Vicieuse et manuelle (Velluto nero) de Brunello Rondi (ne fait pas officiellement partie de la franchise Emanuelle.)
- 1977 : Black Emanuelle en Amérique (Emanuelle in America) de Joe D'Amato
- 1977 : Emmanuelle et les collégiennes (it) (Suor Emanuelle) de Giuseppe Vari (ne fait pas officiellement partie de la franchise Emanuelle.)
- 1977 : Black Emanuelle autour du monde (Emanuelle - Perché violenza alle donne?) de Joe D'Amato
- 1977 : Viol sous les tropiques (Emanuelle e gli ultimi cannibali) de Joe D'Amato
- 1978 : Emanuelle et les filles de Madame Claude (La Via della prostituzione) de Joe D'Amato
- 1978 : Emanuelle e le porno notti nel mondo n.2 (it) de Bruno Mattei et Joe D'Amato (mondo présenté par Laura Gemser nue, unique lien avec la série Emanuelle.)
- 1982 : Pénitencier de femmes (Violenza in un carcere femminile) de Bruno Mattei
- 1983 : Révolte au pénitencier de filles (Emanuelle fuga dall'inferno) de Bruno Mattei

D'autres longs métrages avec Laura Gemser, comme le film allemand Die Todesgöttin des Liebescamps (1981) de Christian Anders, ont été abusivement renommés Emanuelle dans certaines langues lors de l'exportation. Cet exemple est titré Camp d'amour, ou parfois L'Amour au club, en français, mais Divine Emanuelle à l'occasion de l'édition vidéo en Australie et aux États-Unis.

### Vidéos et téléfilms américains
- 2003 : Emmanuelle à Rio (Emmanuelle in Rio) de Kevin Alber (téléfilm)

#### SérieEmmanuelle in Space
- Emmanuelle: First Contact, également connu sous le titre Queen of the Galaxy (1994)
- Emmanuelle 2: A World of Desire (1994)
- Emmanuelle 3: A Lesson in Love (1994)
- Emmanuelle 4: Concealed Fantasy (1994)
- Emmanuelle 5: A Time to Dream (1994)
- Emmanuelle 6: One Final Fling (1994)
- Emmanuelle 7: The Meaning of Love (1994)

#### SérieEmmanuelle 2000
- Emmanuelle 2000: Being Emmanuelle (2000)
- Emmanuelle 2000: Emmanuelle and the Art of Love (2000)
- Emmanuelle 2000: Emmanuelle in Paradise (2000)
- Emmanuelle 2000: Jewel of Emmanuelle (2000)
- Emmanuelle 2000: Intimate Encounters (2000)
- Emmanuelle 2000: Emmanuelle's Sensual Pleasure (2000)
- Emmanuelle 2000 (2001)
- Emmanuelle 2000 Emmanuelle Pie (2002)

#### SérieEmmanuelle Private Collection
- Emmanuelle Private Collection: Sex Goddess (2004)
- Emmanuelle Private Collection: Emmanuelle vs. Dracula (2004)
- Emmanuelle Private Collection: Sex Talk (2004)
- Emmanuelle Private Collection: The Sex Lives of Ghosts (2004)
- Emmanuelle Private Collection: Sexual Spells (2004)
- Emmanuelle Private Collection: The Art of Ecstasy (2006)
- Emmanuelle Private Collection: Jesse's Secrets Desires (2006)
- Emmanuelle Tango (2006)

#### SérieEmmanuelle Through Time
- Emmanuelle Through Time: Emmanuelle's Skin City  (2011)
- Emmanuelle Through Time: Emmanuelle's Sexy Bite (2011)
- Emmanuelle Through Time: Sex, Chocolate & Emmanuelle  (2011)
- Emmanuelle Through Time: Rod Steele 0014 & Naked Agent 0069  (2011)
- Emmanuelle Through Time: Emmanuelle's Supernatural Activities  (2011)
- Emmanuelle Through Time: Emmanuelle's Sex Tales  (2011)
- Emmanuelle Through Time: Emmanuelle's Forbidden Pleasures  (2011)
- Emmanuelle in Wonderland (2012)

### Documentaire télévisé anglais
- Emmanuelle: A Hard Look (2000) d'Alex Cox

## Autour du nom
Beaucoup de films, érotiques le plus souvent, ont été renommés lors de l'exportation ou tout simplement pour profiter de la notoriété de la franchise. Ce fut le cas, en 1972, du film français Je suis frigide... pourquoi ? de Max Pécas, renommé dans la version allemande Emanuela. Im Teufelskreis der Leidenschaft (littéralement « Emanuelle, dans le cercle vicieux de la passion ») ainsi que du film français La Marge de Walerian Borowczyk, également distribué sous le titre Emmanuelle 77.